# Bedřich Hildprandt
Bedřich Hildprandt z Ottenhausenu (2. dubna 1902 Praha – 12. února 1981 Gauting u Mnichova) pocházel ze šlechtického rodu Hildprandtů z Ottenhausenu a podepsal prohlášení české a moravské šlechty 1939.

## Život
Narodil se jako čtvrtý syn Ferdinanda Karla Hildprandta z Ottenhausenu (1863–1936), c. k. komorníka a nadporučíka v záloze, a jeho manželky Josefiny z Thun-Hohensteinu (1872–1939).
Reálné gymnázium ukončil maturitou a dále pokračoval tři roky ve studiu na Hospodářské akademii v Roudnici nad Labem a následně dva roky na vysoké zemědělské škole. Po smrti otce převzal v roce 1936 správu nad rodinným majetkem. 
V roce 1947 byl Bedřichu Hildprandtovi zabaven zámek a poté ho postihla mrtvice, po níž mu ochrnula pravá ruka. I přes následky onemocnění musel i nadále pracovat až do roku 1950, kdy odešel na Slovensko a zde měl dohled nad revírem honební společnosti Ružomberok. 
Po návratu do Rojic, kam byla jeho rodina vystěhována, pracoval v lese a jako dělník v Písku. Na pozvání etiopského císaře bylo v roce 1959 Bedřichovi s rodinou umožněno vystěhování do Etiopie, kde žili Hildprandtovi do pádu císařství v roce 1974. Bedřich Hidprandt zde byl chovatelem lipicánů. 
Po roce 1974 odešli Bedřich s manželkou do Španělska a pak do Německa, kde Bedřich Hildprandt zemřel v roce 1981.

## Rodina
V Dolní Lukavici se 22. listopadu 1937 oženil s Cornélií Veverkovou ("Nelly"; 26. dubna 1916 Praha – 7. září 2014 Blatná), dcerou diplomata Ferdinanda Veverky (1887–1981) a Cornélie Celiny Grégrové. Cornélie byla vnučkou politika Julia Grégra (1831–1896). Narodily se jim dvě dcery:
- 1. Josefina (* 9. 9. 1938 Praha – 8. 11. 2020 Blatná)
  - ∞ 1956 (rozvedeni[2]) Jan Čapek (1928–?), lékař
    - syn Jan (Čapek) Hildprandt (* 1957)
- 2. Johanna (Jana; * 16. 5. 1947 Praha)
  - (∞ 25. 9. 1970 Řím) Spiridon Germenis (20. 10. 1939 Athény – 7. 9. 2014)
    - syn Stephanos-Philippos Germenis Hildprandt (* 1981 Athény)